# Абингдон (Виргиния)
Абингдон (англ. Abingdon) — город в США на юго-западе штата Виргиния, в 24 км к северо-востоку от Бристола, у границы со штатом Теннесси, среди Аппалачей. Административный центр округа Вашингтон (с 1778 года). 7,7 тыс. жителей (на 2000 год).
Основан в 1776 году, первоначально назван «Волчьими холмами» (Wolf Hills) прошедшим через эти места Д. Буном. Статус города и современное название — с 1778 года (то ли по родному городу Д. Буна, то ли по родине Марты Вашингтон). В XVIII веке находившийся здесь Форт Блэка (1774) неоднократно подвергался нападениям со стороны индейцев чероки. В 1864 году северяне под командованием генерала Дж. Стоунмена сожгли город.
Торговый центр сельскохозяйственного района Большой Аппалачской долины (молочное животноводство, табак, люцерна, зерновые), место проведения животноводческих аукционов. Машиностроение, металлообработка, производство продуктов питания. Горный курорт.
Среди достопримечательностей — известный театр Бартера (1933), старейший в стране театр с постоянной труппой. Местный колледж Вирджиния-Хайлендс (1967).